# Nikołaj Kowalow (szablista)
Nikołaj Anatoljewicz Kowalow (ros. Николай Анатольевич Ковалёв; ur. 28 października 1986 w Orenburgu) – rosyjski szablista, brązowy medalista olimpijski, wielokrotny medalista mistrzostw świata i Europy.
Na igrzyskach olimpijskich w Pekinie w 2008 roku zajął 26. miejsce w zawodach indywidualnych i 4. w zawodach drużynowych. Podczas rozgrywanych cztery lata później igrzysk olimpijskich w Londynie wywalczył brązowy medal indywidualnie, ustępując tylko Węgrowi Áronowi Szilágyiemu i Włochowi Diego Occhiuzziemu. Brał też udział w igrzyskach olimpijskich w Rio de Janeiro w 2016 roku, zajmując siódme miejsce w turnieju indywidualnym.
Na mistrzostwach świata w Turynie w 2006 roku wraz z kolegami z reprezentacji zdobył drużynowo brązowy medal. W tej samej konkurencji Rosjanie z Kowalowem w składzie zdobyli również złote medale podczas MŚ w Paryżu (2010), MŚ w Katanii (2011) i MŚ w Rio de Janeiro (2016) oraz srebrny na mistrzostwach świata w Moskwie w 2015. Ponadto zwyciężył indywidualnie na mistrzostwach świata w Kazaniu w 2014 roku, a podczas rozgrywanych rok wcześniej mistrzostw świata w Budapeszcie był drugi, przegrywając w finale ze swym rodakiem - Wieniaminem Rieszetnikowem.
Wielokrotnie zdobywał medale mistrzostw Europy, w tym złote drużynowo na mistrzostwach Europy w Gandawie (2007), mistrzostwach Europy w Kijowie (2008), mistrzostwach Europy w Legano (2012), mistrzostwach Europy w Budapeszcie (2013) i mistrzostwach Europy w Toruniu (2016).